# Гуапоре (Риу-Гранди-ду-Сул)
Гуапоре́ (порт. Guaporé) — муниципалитет в Бразилии, входит в штат Риу-Гранди-ду-Сул. Составная часть мезорегиона Северо-восток штата Риу-Гранди-ду-Сул. Входит в экономико-статистический микрорегион Гуапоре. Население составляет 20 079 человек на 2006 год. Занимает площадь 312,7 км². Плотность населения — 64,2 чел./км².
Праздник города — 11 декабря.

## История
Город основан 11 декабря 1903 года.

## Статистика
- Валовой внутренний продукт на 2004 составляет 220 028 000,000 реалов (данные: Бразильский институт географии и статистики).
- Валовой внутренний продукт на душу населения на 2004 составляет 10 958,00 реалов (данные: Бразильский институт географии и статистики).
- Индекс развития человеческого потенциала на 2000 составляет 0,826 Alto (данные: Программа развития ООН).

## География
Климат местности: субтропический. В соответствии с классификацией Кёппена, климат относится к категории Cfa.